# Strictly Genteel
Strictly Genteel kompilacijski je album američkog glazbenika Franka Zappe, koji izlazi četiri godine nakon njegove smrti u svibnju 1997.g. 

## Popis pjesama
1. Uncle Meat: Main Title Theme (01:55)
2. Regyptian Strut (04:13)
3. Pedro's Dowry (07:41)
4. Outrage At Valdez (03:09)
5. Little Umbrellas (03:03)
6. Run Home Slow Theme (01:25)
7. Dwarf Nebula Processional March & Dwarf Nebula (02:12)
8. Dupree's Paradise (07:53)
9. Opus 1 - #3: 2nd movement - Presto (01:50)
10. The Duke Of Prunes (04:20)
11. Aybe Sea (02:47)
12. Naval Aviation In Art? (02:42)
13. G-Spot Tornado (03:17)
14. Bob In Dacron (05:36)
15. Opus 1 - #4: 2nd movement - Allegro (03:01)
16. Dog Breath Variations (02:06)
17. Uncle Meat (02:51)
18. Strictly Genteel (06:57)